# 松任千代野温泉
松任千代野温泉（まつとうちよのおんせん）は、石川県白山市にある温泉である。

## 特徴
- 手取川流域のモール泉の一つである。
- 湯量が豊富で近接する介護施設に分配している。

## 泉質
- ナトリウム塩化物泉（弱アルカリ性低張性高温泉）
  - 源泉温度 40.5℃
  - 毎分湧出量488リットル
  - モール泉、若干黒褐色
  - 加温なし、加水なし（露天風呂・家族風呂）

## 温泉街
- 日帰り入浴が可能である。

## 交通アクセス
鉄道
北陸本線松任駅より温泉バス約20分。
車
北陸自動車道徳光スマートICより約10分。